# Apalonychus waterhousei
Apalonychus waterhousei is een keversoort uit de familie Hybosoridae. De wetenschappelijke naam van de soort is voor het eerst geldig gepubliceerd in 1846 door Westwood.